# Синтетический лёд

Синтетический каток — Рождество в Мексике

Синтетический лёд — единая монолитная поверхность для катания на коньках, составленная из множества панелей[уточнить] (плит) из синтетического полимерного материала с низким коэффициентом трения и повышенной износостойкостью, например на основе высокомолекулярного полиэтилена (ВМПЭ). Применяются для массового катания на коньках, игры в хоккей, кёрлинга и занятий по фигурному катанию; при этом для катания на синтетическом льду используются обычные хоккейные или фигурные коньки, а скольжение лезвия конька по такому льду очень близко к скольжению по традиционному льду.
Каток из синтетического льда состоит из листовых панелей, соединенных друг с другом с помощью специальных креплений наиболее популярные из которых «ласточкин хвост» (подходит для использования в помещении со стабильной температурой и идеально ровным основанием) и «шип-паз-штифт» (можно использовать как в помещении, так и на улице). Синтетические листовые панели устанавливаются на прочной, максимально ровной и гладкой поверхности — это может быть грунт, асфальт, бетонная основа, деревянный пол, плитка, металлический или деревянный помост и т. д. В Канаде и США существует целая сеть хоккейных школ и клубов, в которых используется синтетический лёд, что существенно дешевле катков с использованием воды и холодильных установок. Быстрый монтаж, мобильность и фактическое отсутствие особых требований для помещений и открытых площадок упрощают создание синтетических катков.
Учитывая повсеместный хронический дефицит тренировочного льда и высокие эксплуатационные расходы традиционных ледовых арен, к синтетическому льду присматривается все большее число специалистов, а спрос рождает предложение и работы по совершенствованию качества скольжения и технологии монтажа катков и хоккейных площадок с синтетическим льдом. Одним из новшеств последних пару лет[когда?] является появление синтетического льда, который не требует обработки какими-либо дополнительными средствами для улучшения скольжения - эмульсии, смазки и т.п. Это позволяет значительно снизить и так почти символические расходы связанные с эксплуатацией катка, а также дольше сохранять чистоту синтетического ледового покрытия и, соответственно, высокое качество скольжения.
Синтетический лёд также ошибочно называют искусственным, что вызывает путаницу, так как название «искусственный каток» обычно применяется для льда, созданного с применением холодильной установки, замораживающей воду на поверхности катка.

## История
Достоверно неизвестно в какой именно стране был изобретен синтетический лед. Как альтернатива каткам из натурального льда с замерзшей водой, синтетический каток из полимера используется уже более 40 лет. Применение современных пластмасс в качестве поверхности, заменяющей лёд и используемой для катания на коньках, было опробовано в 1960-е годы с использованием материала на основе полиформальдегида (полиоксиметилена) - пластика, разработанного компанией DuPont (США) в начале 1950-х годов. Но несмотря на такую многолетнюю историю существования синтетического льда, высокого[уточнить] коэффициента трения-скольжения синтетического льда производители добились сравнительно недавно.

## Применение синтетического льда за рубежом
В Канаде уже более 10 лет активно используют синтетический лед. Причём, если раньше, в основном, его использовали только для тренировки броска и техники владения шайбой, то на сегодняшний день в этой стране уже существуют полноразмерные хоккейные площадки с синтетическим льдом, на которых базируются местные детско-юношеские хоккейные школы, проводящие свои тренировки и товарищеские матчи на пластиковом покрытии. Синтетический лед даже одобрили профессиональные игроки и тренеры по хоккею – игроки и тренеры NHL, также проводят часть своих тренировок на синтетическом покрытии. По данным Канадской хоккейной Ассоциации (СHA) у 90% хоккейных клубов Канады, в том числе и детско-юношеских, имеется помимо площадок с искусственным льдом еще и тренировочные и игровые площадки с синтетическим покрытием. Такие площадки позволяют проводить тренировки и соревнования круглый год и при этом показатели хоккеистов, чередующих использование искусственного и синтетического льда в тренировочном процессе, имеют гораздо большую прогрессию нежели у игроков, тренирующихся исключительно на искусственном льду. Канадский опыт использования пластикового льда также переняли американцы и некоторые европейские страны, которые также имеют множество катков из синтетического льда, используемых для массового катания, тренировок и турниров по хоккею и фигурному катанию.

## Материалы

Соединение панелей синтетического катка — «ласточкин хвост» или «пила»

Синтетический лед делается на основе высокомолекулярного полиэтилена (ВМПЭ, PE-500) или сверхвысокомолекулярного полиэтилена (СВМПЭ, PE-1000), однако большинство российских производителей синтетического льда предлагают приобрести у них лед из полиэтилена низкого давления (ПНД), который используется с эмульсией. Но такой лед имеет ряд существенных недостатков:
- Такой лед сделан из дешевого и низкокачественного полиэтилена низкого давления (ПНД), который имеет коэффициент трения в 3.5 раза выше, чем у высокомолекулярного полиэтилена (ВМПЭ), соответственно, лезвие конька по нему практически не скользит и тупится за 15-20 минут катания. По этим причинам такой материал вообще не предназначен для катания на коньках!
- Одним из новшеств последних пару лет является появление синтетического льда, который не требует обработки какими-либо дополнительными средствами для улучшения скольжения - эмульсии, смазки и т.п. Это позволяет значительно снизить и так почти символические расходы связанные с эксплуатацией катка, а также дольше сохранять чистоту синтетического ледового покрытия и, соответственно, высокое качество скольжения.
"Самосмазывающийся" синтетический лед пока еще редкость и пока еще массово используется смазочная эмульсия, которая улучшает скольжение всего на 10-15%, чего, естественно, недостаточно для хорошего скольжения конька. Но гораздо большей проблемой является то, что эмульсию крайне сложно отмыть, и если она попала на одежду или хоккейную форму, даже в стиральной машине с использованием пятновыводителей вещь не отстирывается и ее остается только выбросить!
- ПНД гораздо мягче, чем ВМПЭ (PE-500), что способствует его расширению и изменению формы. Как результат – листы ПНД сильно гнутся и поверхность катка становится волнообразной. Также между панелями появляются щели, которые создают опасность попадания в них лезвия конька.

## Примеры
- Торговый центр Bayshore в Оттаве, Онтарио , Канада[2]
- Тренировочный центр на территории дворца спорта «Сокольники», Москва, Россия[3]